# Brome and Oakley
Brome and Oakley est une paroisse civile du Suffolk, en Angleterre.